# Р-13
Р-13 (индекс ГРАУ — 4К50, по классификации МО США и НАТО — SS-N-4 Sark, поначалу Snark) — советская жидкостная одноступенчатая баллистическая ракета, которая в составе ракетного комплекса Д-2 состояла на вооружении подводных лодок проекта 629 и 658. Разработка начата в ОКБ-1 и продолжена в СКБ-385.
С её помощью был выполнен единственный в СССР пуск баллистической ракеты с ядерным боезарядом с борта подводной лодки. 20 октября 1961 года в ходе проведения учений «Радуга» подводной лодкой «К-102» по полигону на Новой Земле был произведён пуск ракеты Р-13 в ядерном оснащении. Всего при эксплуатации комплекса с 1961 по 1973 год было проведено 311 пусков ракет, из которых 225 было признано успешными.
Ракета Р-13 стала первой в СССР ракетой, специально разработанной для запуска с подводных лодок. По сравнению с ранее принятой на вооружение Р-11ФМ, дальность её была значительно увеличена (со 160 до 600 км), а мощность ядерного боезаряда повышена. Однако основной недостаток — надводный старт — устранить не удалось.

## История разработки
26 января 1954 года вышло постановление Совета Министров, согласно которому предусматривалась разработка специальной дизельной ракетной подводной лодки. Главное управление кораблестроения ВМФ в мае 1954 года выдало ЦКБ-16 тактико-техническое задание (ТТЗ) на разработку технического проекта подводной лодки проекта 629. Первоначальным ТТЗ предусматривалось вооружение лодки ракетами Р-11ФМ. Однако дальность ракет в 150 км была признана недостаточной для нанесения ударов в глубине территории противника при наличии противолодочной обороны.
25 августа 1955 года было принято решение о начале работ по созданию новой ракеты с ядерной боеголовкой и дальностью стрельбы 400—600 км. А 11 января 1956 года вышло изменённое техническое задание на лодку проекта 629 и ракетный комплекс Д-2 с новой ракетой надводного старта. Эскизный проект ракеты разрабатывался ОКБ-1 под руководством С. П. Королёва с конца 1955 до середины 1956 года. Затем все работы были переданы в недавно созданное в Златоусте СКБ-385, под руководство главного конструктора В. П. Макеева. 21 августа 1956 года вышло постановление правительства № 1240-631 о разработке для вооружения подводных лодок проектов 629 и 658 ракетного комплекса Д-2 с баллистической ракетой Р-13. На обоих типах лодок предусматривалась установка в рубке трёх пусковых установок.
К началу 1957 года СКБ-385 подготовило конструкторскую документацию, а в декабре 1958 года начались испытания двигателей ракеты. Лётные испытания ракеты проводились на полигоне Капустин Яр с июня 1959 по март 1960 года. Всего с неподвижного и качающегося стендов было выполнено 19 пусков, из них 15 признано успешными. С ноября 1959 по август 1960 года были проведены корабельные испытания Р-13 на Северном флоте на подводной лодке Б-62 — головной лодке проекта 629. Было проведено 13 пусков, из них 11 признано успешными.
С августа по сентябрь 1960 года были проведены специальные испытания на взрывостойкость ракетного комплекса Д-2. Испытания проводились в Кольском заливе, на натурном отсеке лодки проекта 629. При испытаниях проводились взрывы глубинных бомб, мин и шнуровых зарядов, имитирующих подводные ядерные взрывы. По результатам шести испытаний был выработан ряд рекомендаций для повышения взрывобезопасности. Так, было предложено горючее хранить в цистернах на борту лодки, а ракеты, уже заправленные окислителем, в пусковых шахтах.
После окончания лётных испытаний начались эксплуатационные испытания ракетного комплекса на подводной лодке Северного флота. Ракета находилась в течение трёх месяцев на подводном ракетоносце, после чего был произведён пуск ракеты с боеголовкой без делящихся материалов.
По результатам всех видов испытаний постановлением Совета Министров № 1109-461 от 13 октября 1961 года комплекс Д-2 с баллистической ракетой Р-13 был принят на вооружение ВМФ. Ракета получила индекс 4К50. Комплекс получили на вооружение лодки проектов 629 и первая лодка проекта 658 «К-19».
В ходе эксплуатации комплекса удалось увеличить время пребывания ракеты в заправленном состоянии с трёх до шести месяцев, а срок хранения ракеты в хранилище был увеличен с 5 до 7 лет.

## Конструкция

### Ракета Р-13

Проекции БРПЛ Р-13

Ракета Р-13 конструктивно представляла собой одноступенчатую баллистическую ракету с моноблочной отделяющейся головной частью. Головная часть и хвостовой отсек ракеты оснащались четырьмя стабилизаторами.

Схема управления рулевыми камерами ЖРД С2.713 ракеты Р-13

Р-13 оснащалась пятикамерным жидкостным ракетным двигателем (ЖРД) С2.713 с тягой 25,7 тонн, разработанным в КБ химического машиностроения под руководством Алексея Михайловича Исаева. Двигатель состоял из центральной неподвижной маршевой камеры, четырёх поворотных рулевых камер и имел два режима работы. ЖРД работал на токсичных самовоспламеняющихся компонентах топлива — горючем ТГ-02 (смесь ксилидина и триэтиламина) и окислителе АК-27И (раствор четырехокиси азота в концентрированной азотной кислоте). Для подачи топлива в камеры сгорания применялись два турбонасосных агрегата и два газогенератора. Один газогенератор вырабатывал газ с избытком горючего, второй с избытком окислителя. Газы использовались для «горячего» наддува баков ракеты. Наддув бака горючего осуществлялся выхлопными газами от газогенератора центральной камеры, а бака окислителя — от газогенератора рулевых камер. Это позволило отказаться от специальной автономной системы наддува топливных баков, применявшейся ранее. Двигатель оснащался системой запуска с пусковыми ёмкостями и воздушным баллоном. Схема с использованием поворотных рулевых камер позволила отказаться от применявшихся на Р-11ФМ массивных графитовых рулей. Это также позволило уменьшить импульс последействия, обеспечив возможность двухступенчатого выключения двигателя, что в свою очередь обеспечило надёжное отделение боевого блока во всём диапазоне дальностей стрельбы.
Баки ракеты были несущими (их корпуса являлись силовыми элементами конструкции) и представляли собой цельносварную конструкцию из жарокислостойкой стали. Верхний бак предназначался для хранения окислителя, а нижний — горючего. Баки были разделены промежуточным отсеком. Бак окислителя разделялся промежуточным днищем на два полубака. Это делалось с целью улучшения управляемости ракеты. Расход окислителя осуществлялся сначала из нижнего полубака, а затем из верхнего. Это позволило уменьшить коэффициент опрокидывающего момента более чем в два раза. В промежуточном отсеке, находившемся вблизи центра тяжести, находились гироскопические приборы системы управления, что обеспечивало лучшие условия их работы. Инерциальная система управления была разработана в свердловском ОКБ-626 (главный конструктор Николай Семихатов). Система управления предназначалась для стабилизации и управления полётом ракеты и осуществляла коррекцию начальных возмущений при старте с подводной лодки и вывод ракеты на заданную траекторию полёта. С её помощью обеспечивалось КВО 4 км при стрельбе на максимальную дальность.
В верхней части ракеты находилась отделяемая головная часть массой около 1600 кг с термоядерным боезарядом мощностью 1 Мт. Её отделение осуществлялось с помощью порохового толкателя. Головная часть имела цилиндрический корпус с конической передней частью. Хвостовая часть блока также была конической, и на ней устанавливались пластинчатые ребра для его стабилизации при полете в атмосфере. Ядерный боезаряд конструктивно совмещён с корпусом головной части. Он создавался в НИИ-1011 (Челябинск-70) под научным руководством К. И. Щелкина. В начале работ планировалось использовать заряд РДС-4, однако его мощность была признана недостаточной. Чтобы перекрыть рассеивание ракет, было решено применить заряд большей мощности. В процессе решения этой задачи оказалось, что с разработанным НИИ-1011 зарядом при размещении его свободно в корпусе ракеты решалась задача по энерговыделению, но происходил выход за рамки массо-габаритных ограничений. Было предложено совместить корпуса головной части и боезаряда. Работа выполнялась совместно коллективами НИИ-1011 и СКБ-385. Ядерному заряду придавалась коническая форма. Производство корпуса и теплозащиты заряда осуществлялось на СКБ-385. Готовый корпус передавался изготовителям заряда, там снаряжался и в виде головной части, готовой к установке на ракету, поставлялся в соответствующие хранилища.
Для испытаний и учебно-боевых пусков применялось так называемое инертное оснащение головной части — без ядерного боезаряда, но со штатными средствами подрыва и взрывчатым веществом массой в 300 кг (в штатном варианте применявшимся для подрыва ядерного заряда). Зачётные испытания боеголовок проводились совместно с испытаниями ракеты в мае — августе 1960 года. Проводились и испытания боеголовки на взрывостойкость. Кроме того, боеголовка была испытана на безопасность погружения лодки с разгерметизированной ракетной шахтой. Боеголовка на плотике с дистанционно управляемой вьюшкой опускалась на глубину 300 метров (соответствующей предельной глубине погружения). Также с вышки на Ладожском озере было осуществлено испытание боеголовки в условиях аварийного сброса ракеты.
Если для запуска ракет был предусмотрен один пульт для всех трёх ракет, то для каждой боевой части использовался свой пульт. С помощью него осуществлялся контроль состояния ступеней предохранения и автономных источников питания, устанавливался вид подрыва и высота подрыва при воздушном варианте взрыва. Ядерная безопасность в аварийных ситуациях была под вопросом, поэтому при эксплуатации ВМФ воздерживался от выдачи ядерных боеприпасов на корабли, храня их в подземных арсеналах. Их установка на ракеты производилась в период Карибского кризиса в 1962 году.

### Комплекс Д-2
В отличие от комплекса с ракетами Р-11ФМ, комплекс с ракетами Р-13 изначально разрабатывался и создавался как единый комплекс технических средств, получивший обозначение Д-2. В него входили подводные лодки с шахтными пусковыми установками, ракетный комплекс с ракетами Р-13 и наземные технические средства эксплуатации. В состав ракетного комплекса входили ракетно-стартовая система, корабельная аппаратура управления и вычислительная система, система термостатирования ракет, корабельные системы прицеливания, повседневного и предстартового обслуживания, документирования, блокирующее устройство санкционирования запуска, система аварийного подрыва ракет и др.
Ракетно-стартовая система
В состав комплекса Д-2 входили пусковые установки СМ-60. В стартовую установку, размещавшуюся в ракетной шахте, входили механизм подъёма стартового стола с цепным подъёмником и электрогидравлическим приводом, пусковой стол с механизмом автоматического разведения и сведения стоек, система амортизации и крепления ракеты в шахте, устройство аварийного сброса ракеты за борт.
Ракета устанавливалась на пусковой стол внутри шахты на специальные штыри. Для осуществления старта пусковой стол должен был быть поднят на верхний срез шахты. Подъём стола осуществлялся с помощью двух толкающих цепей по направляющим внутри шахты. На верхнем срезе шахты находились упоры, при подходе к которым включались гидротормоза привода и обеспечивалось поджатие к ним стола и последующее его удержание. Пусковой стол состоял из двух частей. Стол подъёмника состоял из двух сваренных между собой тонкостенных отливок. На него устанавливался поворотный стол с приводом, который обеспечивал выставление ракеты по азимуту. На поворотном столе размещалось пусковое устройство с механизмом разведения и сведения стоек-захватов и устройство аварийного сброса ракеты за борт. Общий вес движущейся части пусковой установки с установленной и заправленной ракетой Р-13 составлял 33 тонны. Привод мощностью 110 КВт поднимал пусковой стол на высоту 12 метров.
Установка оснащалась пусковым устройством корсетного типа с четырьмя стойками-захватами. В сведённом состоянии стойки образовывали верхний пояс для удержания ракеты до старта. В процессе старта ракеты после подъёма ракеты на 120 мм происходило раскрытие замков пускового устройства посредством копиров, расположенных на корпусе ракеты. Под действием пружинного механизма осуществлялся автоматический разброс стоек на угол 60°. В конечной фазе своего движения стойки тормозились с помощью специальных гидравлических тормозов. После старта осуществлялось опускание стартового стола в шахту, при этом двумя гидроцилиндрами осуществлялось автоматическое сведение стоек.
Пусковой стол оснащался устройством аварийного сброса ракеты, работающим в условиях крена до 8° и амплитуды боковой качки до 5°. Специальная рамка, расположенная на пусковом столе, разворачивалась двумя пневмоцилиндрами. Ракета склонялась на правый борт и, за счёт момента от собственного веса, падала в воду.
Разработкой СМ-60 занималось ЦКБ-34, а выпуском — завод «Большевик». С 1958 по 1962 год завод сдал заказчику 107 пусковых установок СМ-60. Ракеты хранились заправленными только окислителем. Заправка горючим осуществлялась в процессе предстартовой подготовки и начиналась приблизительно за час до пуска. Хранение горючего осуществлялось в специальных ёмкостях, отдельно для каждой из трёх ракет. После всплытия пуск первой ракеты осуществлялся через 4 минуты. Общее время пуска трёх ракет — 12 минут.
Комплекс наземного оборудования
Для комплекса Д-2 ГСКБ (сейчас КБТМ) был разработан специальный комплекс наземного оборудования. Комплекс решал все задачи по транспортировке ракет, их подготовке перед погрузкой на подводную лодку, погрузке-выгрузке ракет на плавпогрузчики и плавбазы, установке ракет на верхний срез шахты подводной лодки и прочие. В состав комплекса входил ряд специально разработанных агрегатов и технических средств:
- изотермические агрегаты ПР-42 и ПР-43 с расположением в транспортных контейнерах;
- ангароскладские транспортировочные тележки ПР-34 для перемещения внутри баз;
- автозаправщик ЗАК-32А для заправки ракеты окислителем перед погрузкой;
- подъемно-стыковочный агрегат ПС-31 на автомобильном шасси — для безопасной транспортировки ракеты к причалу и установки её на верхний срез шахты (как альтернатива применялись два стреловых крана и специальная система траверс. Ракета кантовалась в вертикальное положение и затем погружалась на лодку. Но этот способ мог использоваться не при всех гидрометеорологических условиях);
- учебно-тренировочные средства для обучения и тренировки личного состава, обслуживающего комплекс[16].

Носители
Комплекс Д-2 входил в состав вооружения дизельных ракетных подводных лодок проекта 629 и атомных проекта 658. Большие габариты ракетных шахт и малая ширина корпуса позволили на этих лодках разместить в один ряд только три пусковых установки в ограждении рубки.
Проект 629

Силуэт подводной лодки проекта 629

На лодках проекта 629 с целью снижения центра тяжести и обеспечения остойчивости лодки ракетный отсек был выполнен в виде «восьмёрки» — двух пересекающихся, сваренных между собой цилиндров диаметром 5,8 (верхний) и 4,8 метра. Это привело к появлению в нижней части корпуса наделки, занимающей треть длины корабля и выходящей за основную линию на 2,55 метра вниз. В состав комплекса Д-2 на лодках 629-го проекта входили счётно-решающая система «Доломит» и система управления стартом и полётом ракеты. Координаты выдавались всеширотным навигационным комплексом «Сигма» с астрокорректором и астронавигационным перископом «Лира».
Проект 658
На атомных подводных лодках проекта 658 использовался общий с лодками проекта 629 комплекс ракетного вооружения с тремя шахтными пусковыми установками для ракет надводного старта. Четвёртый ракетный отсек для увеличения вертикального размера был выполнен в форме восьмерки, с горизонтальной распорной платформой, делящей отсек на верхнюю и нижнюю части. В состав оборудования ракетного комплекса кроме ракетно-стартовой системы входили также автомат азимута и дистанции «Марс-629» и система управления стрельбой «Доломит-1». В состав корабельного оборудования входил навигационный комплекс «Плутон-658», состоящий из двухгироскопной системы «Маяк-658», гироазимута-гирогоризонта «Сатурн-658» и астронавигационной системы «Лира-1».
Проект 660
В 1957 году в ЦКБ-18 начались предэскизные работы по созданию подводной лодки, вооруженной тремя ракетами Р-13, — проект 660. Лодка должна была иметь силовую установку, подобную лодкам проекта 637, — единый двигатель с использованием надперекиси натрия, который обеспечивал ей подводную дальность хода 50 миль при скорости 15 узлов или 2800 миль при скорости 2,5 узла. Однако по техническим характеристикам лодка проекта 660 значительно уступала уже строившимся атомным подводным лодкам проекта 658, поэтому все работы были прекращены в августе 1958 года.

## Модификации

### Р-13А
По данным Государственного ракетного центра (нынешнее название СКБ-385), там совместно с конструкторским бюро А. Н. Туполева велись проектные работы по воздушному старту Р-13. Кроме индекса ракеты — Р-13А — в литературе о ней никаких данных нет.

### Р-13М
В СКБ-385 с 1958 года велись работы по подводному старту Р-13. Этот вариант получил обозначение Р-13М. О связи данного проекта с проработкой ОКБ-10 НИИ-88 подводного старта Р-11ФМ не упоминается. Работы велись с марта 1958 года на конкурсной основе. Проект сначала рассматривался как альтернатива ракете Р-15, разрабатывавшейся в ОКБ-586 (главный конструктор М. К. Янгель). По результатам рассмотрения проектов Р-15 и Р-13М в НИИ-88 и институтах ВМФ работы по Р-15 были прекращены, а ОКБ-586 поручалась разработка БРПЛ Р-21 с подводным стартом. О судьбе проекта Р-13М упоминаний нет, известно только, что постановлением Совета Министров от 17 марта 1959 года в связи с интенсификацией работ по Р-16 из ОКБ-586 в СКБ-385 были переданы все работы по Р-21. Поэтому, скорее всего, все работы по Р-13М были прекращены.

## Развёртывание и эксплуатация

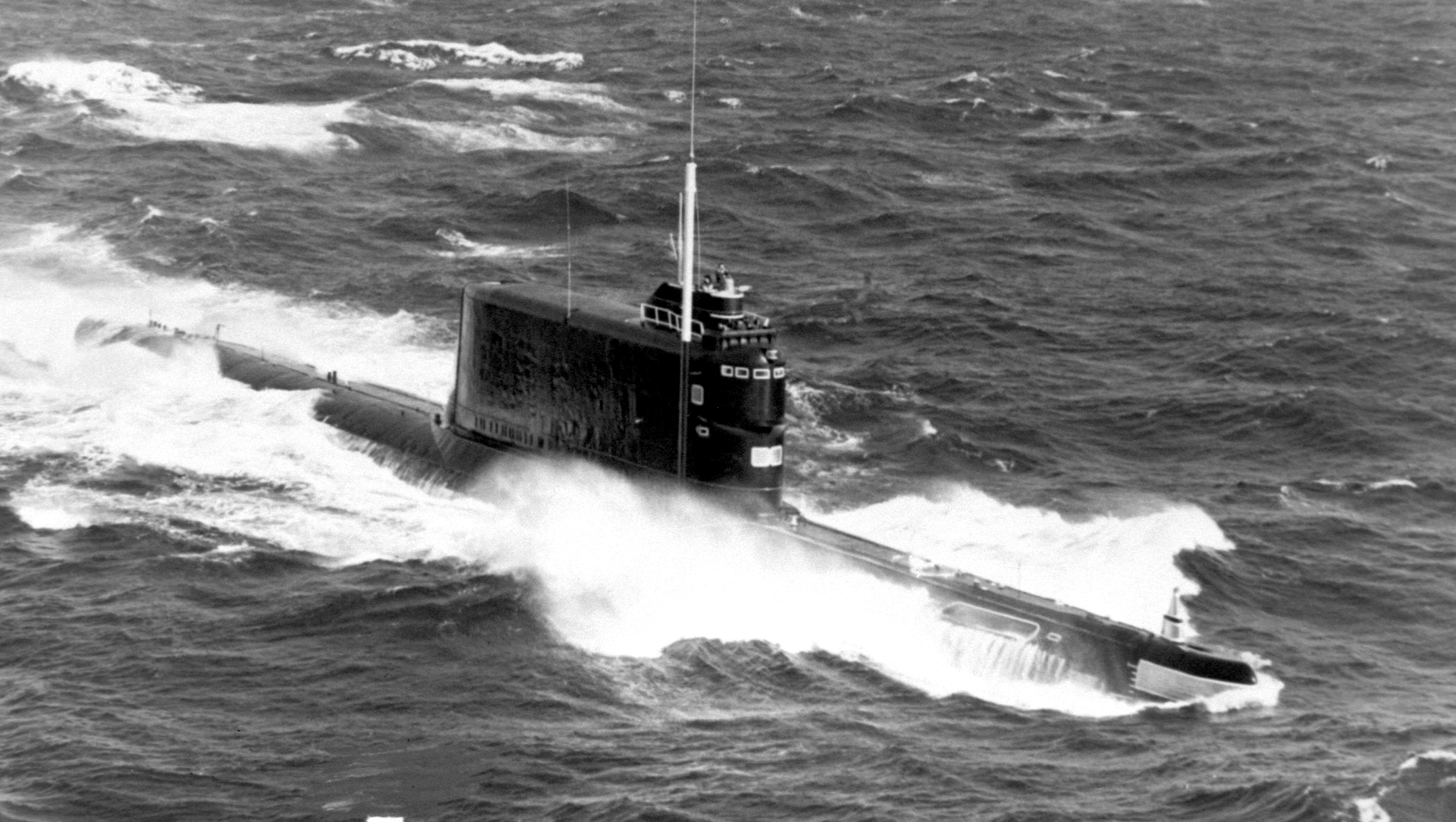
Подводная лодка проекта 629А

С 1959 по 1962 год в строй советского ВМФ вступили 22 подводных лодки проекта 629, вооружённых ракетами Р-13. Строительство велось двумя заводами — № 402 в Северодвинске и № 199 в Комсомольске-на-Амуре. Всего было построено 15 лодок этого проекта на Севере и 7 на Дальнем Востоке. Лодки, вступавшие в строй Северного флота, входили в состав 140-й бригады подводных лодок с базированием на губе Оленья, база Гаджиево.
15 июня 1961 года на базе бригады созданы две дивизии — 16-я дивизия 12-й эскадры подводных лодок с прежним местом базирования и 18-я дивизия 12-й эскадры с базированием в бухте Ягельная, губа Сайда, Гаджиево. По ряду источников, лодки осуществляли боевое дежурство без погрузки ядерных зарядов на ракеты. Дежурство осуществлялось в Северной и Западной Атлантике — в районе Канарских островов и у побережья США в районе Ньюфаундленда. Во время Карибского кризиса для базирования на Кубе в июле 1962 года было запланировано формирование 20-й дивизии подводных лодок, в которую должны были войти семь лодок 18-й дивизии — «К-36», «К-91», «К-93», «К-110», «К-113», «К-118», «К-153». На подводные лодки были погружены ядерные боезаряды. Ряд лодок успел выйти в море (например, «К-83»), но в связи с окончанием кризиса они получили приказ вернуться на базу.
Лодки, строившиеся на Дальнем Востоке, входили в состав 29-й дивизии ПЛ с базированием в бухте Северная, залив Владимир, посёлок Ракушка. Две подводных лодки 629-го проекта были переброшены c Северного флота на Тихоокеанский. Летом 1971-го на Тихий океан перешла «К-61» (бывшая «Б-29»), а летом 1973-го — «К-107» (бывшая «Б-125»). После принятия на вооружение комплекса Д-4 с ракетой Р-21 началось постепенное переоснащение новыми ракетами лодок 629 проекта (новый проект получил обозначение 629А). Всего с 1962 по 1972 год по проекту 629А было переоборудовано 13 лодок. Оставшиеся лодки были переоборудованы в лодки-ретрансляторы и разведывательные.

Силуэт подводной лодки проекта 658

С конца 1960 года началось вступление в строй атомных ракетоносцев проекта 658. Всего в 1960—1961 годах в состав Северного флота вошли 8 лодок. Первых две лодки проекта вместе с торпедными лодками проекта 627А вошли в состав 206-й отдельной бригады подводных лодок Северного флота. Бригада базировалась на губе Малая Лопатка, база Западная Лица. 15 июля 1961 года на базе бригады были образованы две дивизии — 3-я (лодки проекта 627А) и 31-я (лодки проекта 658). В 1962 году 31-я дивизия была перебазирована на губу Большая Лопатка той же базы. С 1962 года началось переоборудование лодок по проекту 658М — под носители новой ракеты Р-21. Всего в 1962—1970 годах было переоборудовано семь лодок. Одна из лодок — «К-145» — была переоборудована в экспериментальную лодку по проекту 701 для испытания ракет Р-27.
В 1963 году одна из лодок — «К-178» — была переброшена на Тихий океан в состав 45-й дивизии атомных подводных лодок с базированием на Камчатке. В декабре 1964 года 31-я дивизия была переведена в состав 12-й эскадры подводных лодок с базированием в бухте Ягельная, губа Сайда, Гаджиево. К тому времени «К-19» и «К-33» уже были модернизированы по проекту 658М. 4 октября 1968 года началось переоборудование последней оставшейся лодки 658 проекта — «К-16».
Всего при эксплуатации комплекса с 1961 по 1973 год было проведено 311 пусков, из которых 225 было признано успешными. В 38 случаях произошёл отказ систем ракеты или стартового оборудования, ещё в 38 причиной неудачных пусков стали ошибки личного состава. Причины 10 неуспешных пусков установлены не были.

### Ядерные испытания
Летом 1961 года было принято решение правительства о стрельбе ракетами с последующими ядерными взрывами. 20 октября 1961 года, в ходе проведения учений «Радуга», ракетоносцем «К-102» по полигону на Новой Земле был произведён пуск ракет Р-13. Стрельбы были произведены двумя пусками — первый ракетой с боеголовкой в контрольной комплектации, второй — в штатной.
Головная часть первой ракеты в инертном оснащении пришла на боевое поле с существенным отклонением по дальности и направлению от точки прицеливания. Это произошло потому, что пуск был осуществлён в условиях штормовой погоды и лодка не смогла уточнить свои координаты. Пуск ракеты с боевым зарядом был произведён в тех же сложных погодных условиях. Аппаратура боевого поля на Новой Земле зафиксировала воздушный ядерный взрыв в точке с координатами, незначительно отличающимися от места падения первой ракеты. Это подтвердило стабильность траектории ракеты.
Это был единственный в СССР случай применения ядерного оружия с подводной лодки.
| Развёртывание носителей, пусковых установок ракет Р-13 и зарядов на них по годам | Развёртывание носителей, пусковых установок ракет Р-13 и зарядов на них по годам | Развёртывание носителей, пусковых установок ракет Р-13 и зарядов на них по годам | Развёртывание носителей, пусковых установок ракет Р-13 и зарядов на них по годам | Развёртывание носителей, пусковых установок ракет Р-13 и зарядов на них по годам | Развёртывание носителей, пусковых установок ракет Р-13 и зарядов на них по годам | Развёртывание носителей, пусковых установок ракет Р-13 и зарядов на них по годам | Развёртывание носителей, пусковых установок ракет Р-13 и зарядов на них по годам | Развёртывание носителей, пусковых установок ракет Р-13 и зарядов на них по годам | Развёртывание носителей, пусковых установок ракет Р-13 и зарядов на них по годам |
| Год                                                                              | Проект 629 (Р-11ФМ)                                                              | Проект 629 (Р-11ФМ)                                                              | Проект 629                                                                       | Проект 629                                                                       | Проект 658                                                                       | Проект 658                                                                       | Итого Р-13                                                                       | Итого МСЯС                                                                       | %                                                                                |
| Год                                                                              | ПЛ                                                                               | Ракет/ЯЗ                                                                         | ПЛ                                                                               | Ракет/ЯЗ                                                                         | ПЛ                                                                               | Ракет/ЯЗ                                                                         | ЯЗ                                                                               | ЯЗ                                                                               | %                                                                                |
| -------------------------------------------------------------------------------- | -------------------------------------------------------------------------------- | -------------------------------------------------------------------------------- | -------------------------------------------------------------------------------- | -------------------------------------------------------------------------------- | -------------------------------------------------------------------------------- | -------------------------------------------------------------------------------- | -------------------------------------------------------------------------------- | -------------------------------------------------------------------------------- | -------------------------------------------------------------------------------- |
| 1959                                                                             | 3                                                                                | 9                                                                                | 4                                                                                | 12                                                                               |                                                                                  |                                                                                  | 12                                                                               | 33                                                                               | 36,36                                                                            |
| 1960                                                                             | 3                                                                                | 9                                                                                | 11                                                                               | 33                                                                               | 3                                                                                | 9                                                                                | 42                                                                               | 63                                                                               | 66,67                                                                            |
| 1961                                                                             | 3                                                                                | 9                                                                                | 17                                                                               | 51                                                                               | 5                                                                                | 15                                                                               | 66                                                                               | 87                                                                               | 75,86                                                                            |
| 1962                                                                             | 3                                                                                | 9                                                                                | 19                                                                               | 57                                                                               | 8                                                                                | 24                                                                               | 81                                                                               | 104                                                                              | 77,88                                                                            |
| 1963                                                                             | 3                                                                                | 9                                                                                | 19                                                                               | 57                                                                               | 7                                                                                | 21                                                                               | 78                                                                               | 104                                                                              | 75,00                                                                            |
| 1964                                                                             | 2                                                                                | 6                                                                                | 20                                                                               | 60                                                                               | 7                                                                                | 21                                                                               | 81                                                                               | 104                                                                              | 77,88                                                                            |
| 1965                                                                             | 2                                                                                | 6                                                                                | 20                                                                               | 60                                                                               | 6                                                                                | 18                                                                               | 78                                                                               | 104                                                                              | 75,00                                                                            |
| 1966                                                                             | 2                                                                                | 6                                                                                | 19                                                                               | 57                                                                               | 4                                                                                | 12                                                                               | 69                                                                               | 143                                                                              | 48,25                                                                            |
| 1967                                                                             | 2                                                                                | 6                                                                                | 18                                                                               | 54                                                                               | 4                                                                                | 12                                                                               | 66                                                                               | 196                                                                              | 33,67                                                                            |
| 1968                                                                             |                                                                                  |                                                                                  | 16                                                                               | 48                                                                               | 2                                                                                | 6                                                                                | 54                                                                               | 266                                                                              | 20,30                                                                            |
| 1969                                                                             |                                                                                  |                                                                                  | 14                                                                               | 42                                                                               | 2                                                                                | 6                                                                                | 48                                                                               | 400                                                                              | 12,00                                                                            |
| 1970                                                                             |                                                                                  |                                                                                  | 13                                                                               | 39                                                                               | 2                                                                                | 6                                                                                | 45                                                                               | 591                                                                              | 7,61                                                                             |
| 1971                                                                             |                                                                                  |                                                                                  | 12                                                                               | 36                                                                               |                                                                                  |                                                                                  | 36                                                                               | 633                                                                              | 5,69                                                                             |
| 1972                                                                             |                                                                                  |                                                                                  | 9                                                                                | 27                                                                               |                                                                                  |                                                                                  | 27                                                                               | 658                                                                              | 4,10                                                                             |
| 1973                                                                             |                                                                                  |                                                                                  | 8                                                                                | 24                                                                               |                                                                                  |                                                                                  | 24                                                                               | 734                                                                              | 3,27                                                                             |
| 1974                                                                             |                                                                                  |                                                                                  | 6                                                                                | 18                                                                               |                                                                                  |                                                                                  | 18                                                                               | 858                                                                              | 2,10                                                                             |
| 1975                                                                             |                                                                                  |                                                                                  | 6                                                                                | 18                                                                               |                                                                                  |                                                                                  | 18                                                                               | 937                                                                              | 1,92                                                                             |
| 1976                                                                             |                                                                                  |                                                                                  | 4                                                                                | 12                                                                               |                                                                                  |                                                                                  | 12                                                                               | 1051                                                                             | 1,14                                                                             |
| 1977                                                                             |                                                                                  |                                                                                  | 3                                                                                | 9                                                                                |                                                                                  |                                                                                  | 9                                                                                | 1192                                                                             | 0,76                                                                             |
| 1978                                                                             |                                                                                  |                                                                                  | 2                                                                                | 6                                                                                |                                                                                  |                                                                                  | 6                                                                                | 1282                                                                             | 0,47                                                                             |

## Тактико-технические характеристики

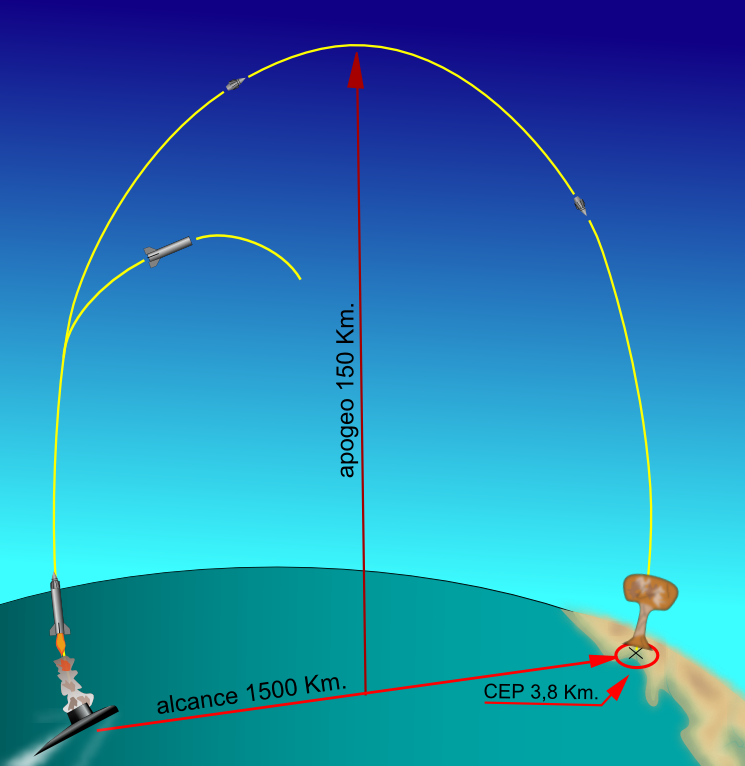
Схема полёта Р-13

|                                    | Р-13                                     |
| ---------------------------------- | ---------------------------------------- |
| Индекс УРАВ ВМФ                    | 4К50                                     |
| Код МО США и НАТО                  | SS-N-4 Sark                              |
| Индекс комплекса                   | Д-2                                      |
| Носители (ПЛ)                      | Проект 629/Проект 658                    |
| Характеристики ракеты              |                                          |
| Количество ступеней                | 1                                        |
| Максимальная масса ракеты, кг      | 13 745                                   |
| Сухая масса, кг                    | 3730                                     |
| Вес горючего, кг                   | 2232                                     |
| Вес окислителя, кг                 | 7774                                     |
| Длина, мм                          | 11 835                                   |
| Диаметр, мм                        | 1300                                     |
| Размах стабилизаторов, мм          | 1910                                     |
| Полезная нагрузка                  |                                          |
| Вес ГЧ, кг                         | 1597,5                                   |
| Тип ГЧ                             | термоядерная                             |
| Количество и вид                   | 1, моноблочная отделяемая                |
| Мощность                           | 1 Мт                                     |
| Система управления                 | инерциальная                             |
| КВО, км                            | 4                                        |
| Двигатель                          | ЖРД С2.713                               |
| Топливо                            | ТГ-02+АК-27И                             |
| Тип старта                         | надводный                                |
| Параметры траектории               |                                          |
| Максимальная скорость, м/с         | 2050                                     |
| Максимальная высота траектории, км | 145                                      |
| Максимальная дальность, км         | 600                                      |
| Минимальная дальность, км          | 148,2                                    |
| Время полёта максимальное, с       | 425                                      |
| Скорость встречи с целью, м/с      | 700                                      |
| История разработки                 |                                          |
| Разработчик                        | ОКБ-1, СКБ-385                           |
| Конструктор                        | Макеев В. П.                             |
| Начало разработки                  | 25 августа 1955                          |
| ЛКИ, пуски со стенда               | июнь 1959 — март 1960                    |
| Всего                              | 19                                       |
| Успешные                           | 15                                       |
| ЛКИ, пуски с ПЛ                    | ноябрь 1959 — август 1960                |
| Всего                              | 13                                       |
| Успешные                           | 11                                       |
| Принятие на вооружение             | 13 октября 1961                          |
| Пуски во время эксплуатации        | 1960—1972                                |
| Всего                              | 311                                      |
| Успешные                           | 225                                      |
| Изготовитель                       | Златоустовский машиностроительный завод? |

## Оценка проекта

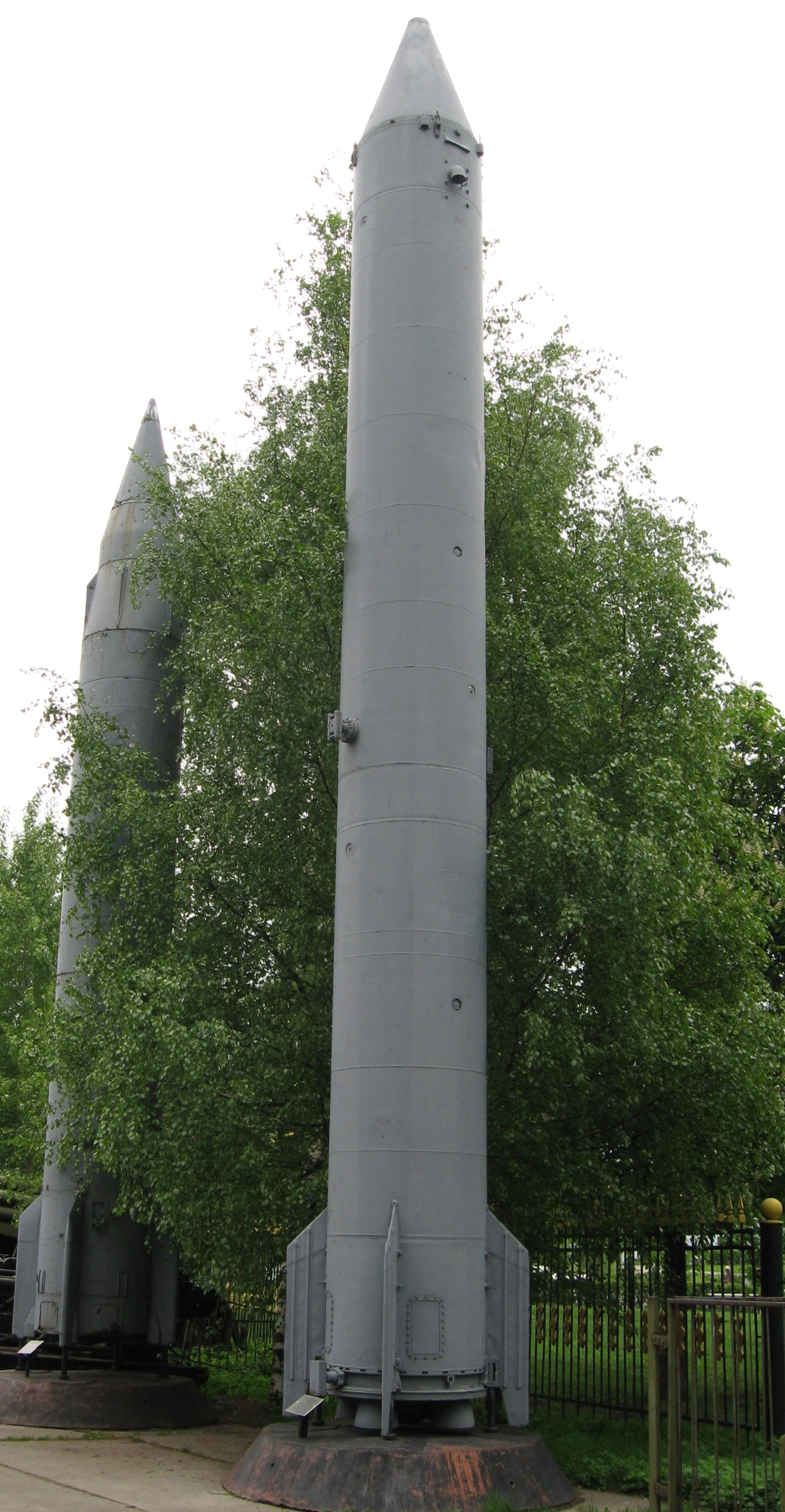
Р-13 (на заднем плане) и Р-21 в Центральном музее Вооружённых Сил

Ракета Р-13 стала первой в СССР ракетой, специально разработанной для запуска с подводных лодок. По сравнению с ранее принятой на вооружение Р-11ФМ, дальность её была значительно увеличена (со 160 до 600 км), а мощность ядерного боезаряда повышена. Однако основной недостаток — надводный старт — устранить не удалось. Практически по всем параметрам (кроме забрасываемого веса и мощности боезаряда) Р-13 уступала принятой несколько раньше американской твердотопливной ракете «Поларис» A-1 (дальность полёта 2200 км, КВО 1800 м) с подводным стартом.
Время предстартовой подготовки у Р-13 было более длительное, чем у «Поларис», — для снижения пожароопасности ракеты не заправлялись горючим, а находились на боевых дежурствах в шахтах подводных лодок, заправленные только окислителем. Горючее для ракет располагалось в подводной лодке в отдельных цистернах вне прочного корпуса лодки и заправлялось в ракету только в процессе предпусковой подготовки, что неизбежно увеличивало время предпусковой подготовки Р-13 и уменьшало полезный объём лодки.
Кроме того, американские ракетоносцы типа «Джордж Вашингтон» могли нести 16 ракет, против трёх у советских. Также советские ракетоносцы вынуждены были осуществлять переходы на расстояния до семи-восьми тысяч километров в районы боевого патрулирования и действовать в зонах господства противолодочных сил ВМС США и НАТО. Это привело к тому, что, несмотря на сопоставимое у СССР и США количество ракетоносцев, морские стратегические ядерные силы США обладали гораздо большим боевым потенциалом.
Несмотря на указанные недостатки, техническая надёжность ракет была достаточно высокой, и принятие их на вооружение позволило начать проведение боевых дежурств у берегов США, что стало первым шагом на пути к обеспечению ядерного паритета с США. Решения же, отработанные на Р-13, были позже использованы в ракетах Р-21 и Р-27.
| ТТХ                        | Поларис A1      | Поларис A2      | Р-11ФМ      | Р-13        | Р-21             | M1              |
| -------------------------- | --------------- | --------------- | ----------- | ----------- | ---------------- | --------------- |
| Страна                     | США             | США             | СССР        | СССР        | СССР             | Франция         |
| Год принятия на вооружение | 1960            | 1962            | 1959        | 1961        | 1963             | 1972            |
| Максимальная дальность, км | 2200            | 2800            | 150         | 650         | 1420             | 3000            |
| Забрасываемый вес, кг      | 500             | 500             | 970         | 1600        | 1180             | 1360            |
| Тип головной части         | моноблочная     | моноблочная     | моноблочная | моноблочная | моноблочная      | моноблочная     |
| Мощность, Мт               | 0,6             | 0,8 (1,2)       | 0,01—0,5    | 1           | 0,8—1            | 0,5             |
| КВО, м                     | 1800            | ?               | 8000        | 4000        | 2800             | ?               |
| Стартовая масса, т         | 12,7            | 13,6            | 5,5         | 13,745      | 19,65            | 20              |
| Длина, м                   | 8,53            | 9,45            | 10,34       | 11,83       | 14,21            | 10,67           |
| Диаметр, м                 | 1,37            | 1,37            | 0,88        | 1,3         | 1,4              | 1,49            |
| Количество ступеней        | 2               | 2               | 1           | 1           | 1                | 2               |
| Тип двигателя              | РДТТ            | РДТТ            | ЖРД         | ЖРД         | ЖРД              | РДТТ            |
| Тип старта                 | сухой подводный | сухой подводный | надводный   | надводный   | мокрый подводный | сухой подводный |

## Использованная литература и источники
1. ↑  Литеру «N» пришлось убрать ввиду наличия на вооружении в США ракет Snark во избежание постоянно возникающей путаницы.
2. 1 2  Подвиг, 1998, с. 250.
3. 1 2  Подвиг, 1998, с. 272.
4. 1 2  Широкорад А. Б. Энциклопедия отечественного РО. — С. 509.
5. ↑  СКБ-385 / под общ. ред. В. Г. Дегтяря. — 2007. — С. 42.
6. 1 2 3 4 5  Проекты 629 и 629А (NATO — «Golf I» и «Golf II»). deepstorm.ru. Дата обращения: 17 июля 2011. Архивировано 19 марта 2012 года.
7. 1 2 3 4 5 6 7 8 9 10  Широкорад А. Б. Энциклопедия отечественного РО. — С. 510.
8. 1 2 3 4 5 6 7 8  Е. А. Шитиков. Ядерное противостояние: к истории создания боеголовок морских баллистических ракет. Раздел Вторая боеголовка. Дата обращения: 17 июля 2011. Архивировано 2 апреля 2015 года.
9. 1 2 3 4  Павел Качур. Комплекс Д-2: Наш ответ агрессору. Развитие идеи вооружения подводных лодок баллистическими ракетами. Часть 5. // Техника и вооружение : научно-популярный журнал. — 2005. — Вып. 10. — С. 9-16. — ISSN 1682-7597.
10. 1 2  Широкорад А. Б. Энциклопедия отечественного РО. — С. 511.
11. 1 2 3 4 5 6 7  Ракетный комплекс Д-2 С БРПЛ Р-13 (35-М-4). Информационно-новостная система «Ракетная техника». Дата обращения: 27 ноября 2010. Архивировано 29 января 2012 года.
12. 1 2 3  Н. И. Леонтьев, П. М. Митин. Совершенствование энергомассовых характеристик двигательных установок и жидкостных ракетных двигателей для баллистических ракет подводных лодок. — Статья к 70-летию со дня рождения В. П. Макеева. Дата обращения: 7 августа 2010. Архивировано 21 января 2012 года.
13. 1 2 3 4 5  СКБ-385 / под общ. ред. В. Г. Дегтяря. — 2007. — С. 41.
14. 1 2  СКБ-385 / под общ. ред. В. Г. Дегтяря. — 2007. — С. 47.
15. ↑  СКБ-385 / под общ. ред. В. Г. Дегтяря. — 2007. — С. 46.
16. 1 2 3  Павел Качур. Комплекс Д-2: Наш ответ агрессору. Развитие идеи вооружения подводных лодок баллистическими ракетами. Часть 5 (продолжение). // Техника и вооружение : научно-популярный журнал. — 2005. — Вып. 8. — С. 32-36. — ISSN 1682-7597.
17. 1 2 3 4 5 6  ДИЗЕЛЬ-ЭЛЕКТРИЧЕСКИЕ ПОДВОДНЫЕ ЛОДКИ С БАЛЛИСТИЧЕСКИМИ РАКЕТАМИ Проект 629 / 629-Б • Golf-I class. Дата обращения: 30 ноября 2010. Архивировано из оригинала 18 января 2012 года.
18. 1 2 3  АТОМНЫЕ ПОДВОДНЫЕ ЛОДКИ С БАЛЛИСТИЧЕСКИМИ РАКЕТАМИ ТИПА К-19 Проект 658 • Hotel-I class. atrinaflot.narod.ru. Дата обращения: 29 ноября 2010. Архивировано из оригинала 4 мая 2007 года.
19. ↑  СКБ-385 / под общ. ред. В. Г. Дегтяря. — 2007. — С. 36.
20. ↑  Широкорад А. Б. Энциклопедия отечественного РО. — С. 512.
21. ↑  СКБ-385 / под общ. ред. В. Г. Дегтяря. — 2007. — С. 33.
22. ↑  Глава 2. Главная кузница ракетного оружия (1954—1964). Раздел Новые предложения ОКБ // История КБ «Южное».
23. ↑  Подвиг, 1998, с. 274.
24. 1 2  Соединения. Северный флот. podlodka.su. Дата обращения: 29 ноября 2010. Архивировано из оригинала 25 апреля 2018 года.
25. ↑  История К-19. deepstorm.ru. Дата обращения: 29 ноября 2010. Архивировано 27 сентября 2007 года.
26. 1 2 3  Проект 658 и 658М. deepstorm.ru. Дата обращения: 29 ноября 2010. Архивировано 28 июня 2021 года.
27. ↑  Давным-давно, на Крайнем Севере... Гарнизон Мурманск-130 — Гаджиево — Скалистый. submarine.id.ru. Дата обращения: 29 ноября 2010. Архивировано из оригинала 25 апреля 2007 года.
28. ↑  Середюк П. В. Морские ядерные испытания Советского Союза. // Гангут. — 2010. — Вып. 58. — С. 122—132.
29. ↑  Подвиг, 1998, с. 210—211.
30. ↑  Широкорад А. Б. Энциклопедия отечественного РО. — С. 510—511.
31. ↑  Подвиг, 1998, с. 273.
32. ↑  Ю. В. Ведерников. Глава 2. Сравнительный анализ создания и развития Морских стратегических ядерных сил СССР и США // Сравнительный анализ создания и развития морских стратегических ядерных сил СССР и США. Архивировано 29 августа 2011 года.